# Paulinho (football, 1986)
Pour les articles homonymes, voir Paulinho (homonymie).
Paulo Sérgio Betanin
Paulo Sérgio Betanin, dit Paulinho, né le 10 janvier 1986 à Caxias do Sul, est un footballeur brésilien. Il évolue au poste d'attaquant à Al-Arabi Sports Club.
Avec l'équipe du Brésil des moins de 20 ans de football, il participe au championnat des moins de 20 ans de la CONMEBOL 2005.
Il dispose d'un passeport italien.